# Mechanitis menecles
Mechanitis menecles är en fjärilsart som beskrevs av William Chapman Hewitson 1860. Mechanitis menecles ingår i släktet Mechanitis och familjen praktfjärilar. Inga underarter finns listade i Catalogue of Life.